# Moșoaia (gmina)
Moșoaia – gmina w Rumunii, w okręgu Ardżesz. Obejmuje miejscowości Bătrâni, Ciocănăi, Dealu Viilor, Hințești, Lăzărești, Moșoaia i Smeura. W 2011 roku liczyła 5693 mieszkańców.